# Gray (unidad)
El gray (símbolo: Gy) es una unidad derivada de la dosis de radiación ionizante en el Sistema Internacional de Unidades (SI). Se define como la absorción de un julio de energía de radiación por kilogramo de materia.
Se utiliza como unidad de la dosis absorbida de la cantidad de radiación que mide la energía depositada por la radiación ionizante en una unidad de masa de materia que se está irradiando, y se utiliza para medir la dosis administrada de radiación ionizante en aplicaciones como la radioterapia, la irradiación de alimentos y la esterilización por radiación y para predecir los posibles efectos agudos, como el síndrome de irradiación aguda en la protección radiológica. Como medida de los bajos niveles de dosis absorbida, también constituye la base para el cálculo de la unidad de protección radiológica sievert, que es una medida del efecto sobre la salud de los bajos niveles de radiación ionizante en el cuerpo humano.
El gray también se utiliza en la metrología de la radiación como unidad de la cantidad de radiación kerma; definida como la suma de la energía inicial energías cinéticas de todas las partículas cargadas liberadas por la radiación ionizante no cargada en una muestra de materia por unidad de masa.  El gray es una unidad importante en la medición de las radiaciones ionizantes y lleva el nombre del físico británico Louis Harold Gray, pionero en la medición de la radiación de rayos X y del radio y sus efectos en los tejidos vivos.
El gray fue adoptado como parte del Sistema Internacional de Unidades en 1975. La unidad de cgs correspondiente al gray es el rad (equivalente a 0,01 Gy), que sigue siendo común en gran medida en los Estados Unidos, aunque "fuertemente desaconsejada" en la guía de estilo para los autores del Instituto Nacional de Estándares y Tecnología de los Estados Unidos.

## Aplicaciones
El gray tiene una serie de campos de aplicación en la medición de dosis:

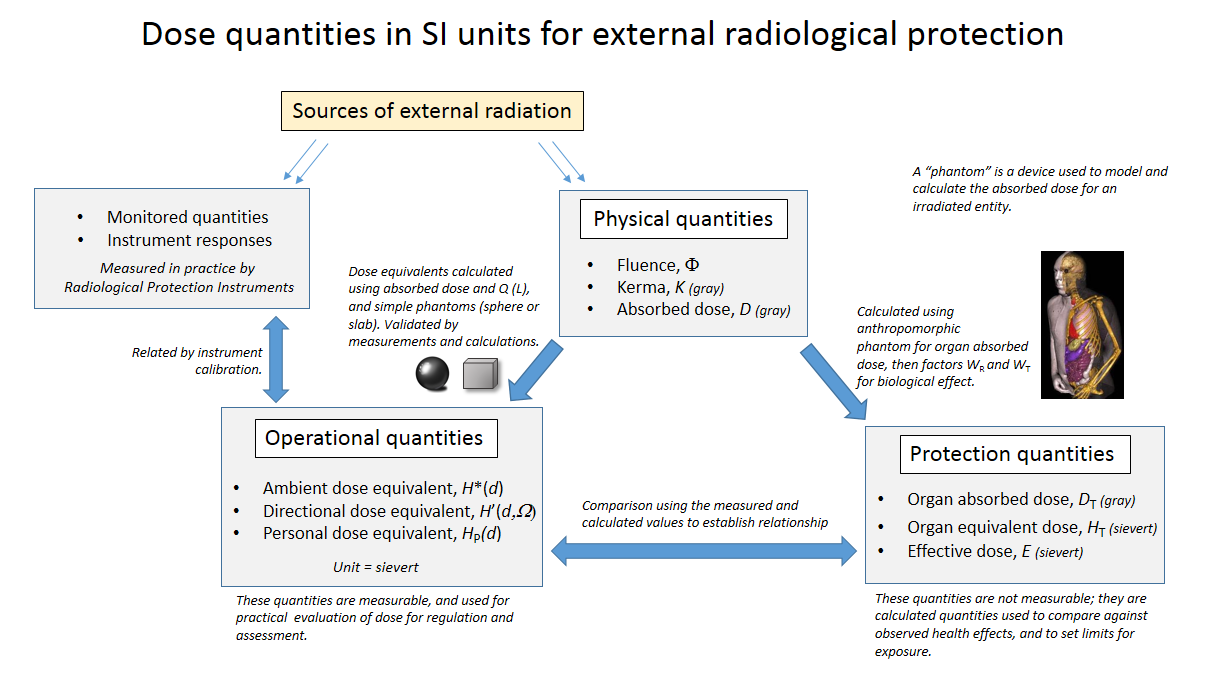
Magnitudes de dosis externas utilizadas en protección radiológica y dosimetría

### Radiobiología
La medida de la dosis absorbida en tejido es de fundamental importancia en radiobiología y radioterapia ya que es la medida de la cantidad de energía que la radiación incidente deposita en el tejido diana. La medición de la dosis absorbida es un problema complejo debido a la dispersión y la absorción, y muchos dosímetros especializados están disponibles para estas mediciones y pueden cubrir aplicaciones en 1-D, 2-D y 3-D.
En la radioterapia, la cantidad de radiación aplicada varía según el tipo y la etapa del cáncer que se esté tratando. Para casos curativos, la dosis típica para un tumor  epitelial sólido oscila entre 60 y 80 y, mientras que los linfomas se tratan con 20 a 40 Gy. Las dosis preventivas (adyuvantes) suelen oscilar entre 45 y 60 Gy en fracciones de 1,8 a 2 Gy (para cánceres de mama, cabeza y cuello).
La dosis de radiación promedio de una radiografía abdominal es de 0,7 milisieverts (0,0007 Sv), la de una tomografía computarizada abdominal es de 8 mSv, la de una tomografía computarizada pélvica es de 6 mGy y la de una tomografía computarizada selectiva del abdomen y el la pelvis es de 14 mGy.

### Protección contra la radiación

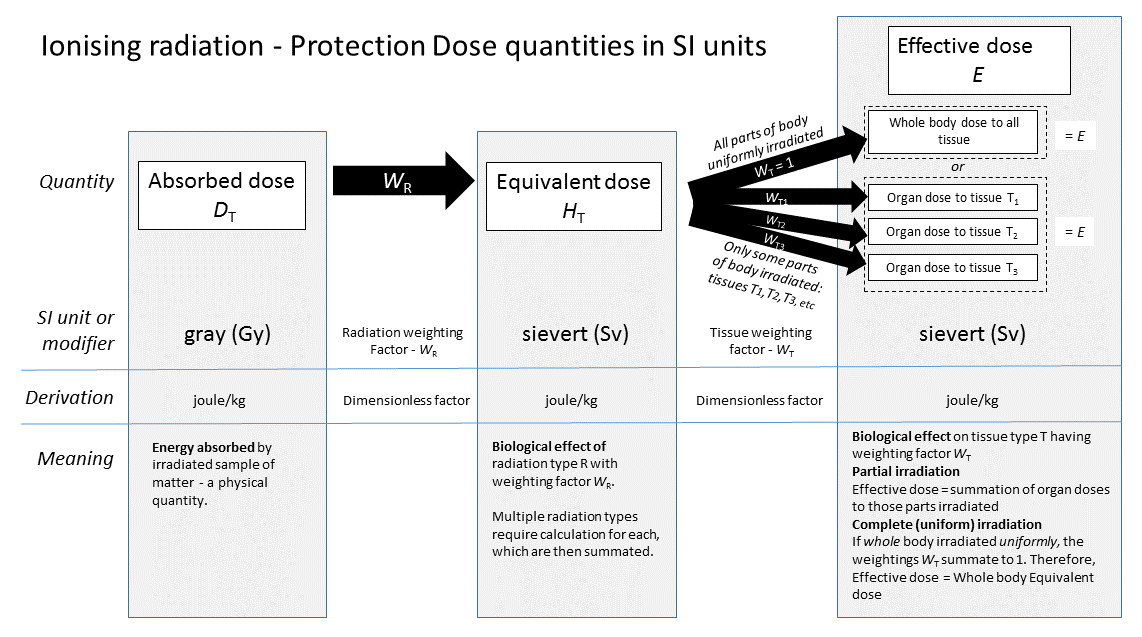
Relación de cantidades y unidades de dosis de protección calculadas ICRU/ICRP

La dosis absorbida también juega un papel importante en la protección radiológica , ya que es el punto de partida para calcular el riesgo estocástico para la salud de bajos niveles de radiación, que se define como la probabilidad de inducción de cáncer y daño genético. El gray mide la energía absorbida total de la radiación, pero la probabilidad de daño estocástico también depende del tipo y la energía de la radiación y los tipos de tejidos involucrados. Esta probabilidad está relacionada con la dosis equivalente en sieverts (Sv), que tiene las mismas dimensiones que el gray. Se relaciona con el gray por los factores de ponderación descritos en los artículos sobre dosis equivalente y dosis efectiva .
El Comité Internacional de Pesos y Medidas establece: Para evitar cualquier riesgo de confusión entre la dosis absorbida D y la dosis equivalente H , se deben usar los nombres especiales para las unidades respectivas, es decir, se debe usar el nombre gray en lugar de julios por kilogramo para la unidad de dosis absorbida D y el nombre de sievert en lugar de julios por kilogramo para la unidad de dosis equivalente H.
{\displaystyle 1\ \mathrm {Gy} =1\ {\frac {\mathrm {J} }{\mathrm {kg} }}=1\ {\frac {\mathrm {m} ^{2}}{\mathrm {s} ^{2}}}}
Los diagramas adjuntos muestran cómo se obtiene primero la dosis absorbida (en grays) mediante técnicas computacionales y, a partir de este valor, se derivan las dosis equivalentes. Para los rayos X y los rayos gamma, el gray tiene el mismo valor numérico cuando se expresa en sieverts, pero para las partículas alfa, un gray equivale a 20 sieverts, y se aplica un factor de ponderación de radiación en consecuencia.

### Dosis absorbida en la materia
El gray se utiliza para medir las tasas de dosis absorbida en materiales que no son tejidos para procesos como el endurecimiento por radiación , la irradiación de alimentos y la irradiación de electrones . Medir y controlar el valor de la dosis absorbida es vital para asegurar el correcto funcionamiento de estos procesos.

### Kerma
Kerma -energía cinética liberada por unidad de masa-, acrónimo del nombre en inglés -kinetic energy released per unit mass"-  se utiliza en metrología de radiación como una medida de la energía de ionización liberada debido a la irradiación, y se expresa en grays. Es importante destacar que la dosis de kerma es diferente de la dosis absorbida, dependiendo de las energías de radiación involucradas, en parte porque no se tiene en cuenta la energía de ionización. Si bien es aproximadamente igual a bajas energías, el kerma es mucho más alto que la dosis absorbida a energías más altas, porque parte de la energía escapa del volumen absorbente en forma de radiación de frenado (rayos X) o electrones que se mueven rápidamente.
El Kerma, cuando se aplica al aire, es equivalente a la antigua unidad roentgen de exposición a la radiación, pero hay una diferencia en la definición de estas dos unidades. El gray se define independientemente de cualquier material objetivo, sin embargo, el  roentgen se definió específicamente por el efecto de ionización en el aire seco, que no representaba necesariamente el efecto en otros medios.

### Envenenamiento por radiación
El gray se usa convencionalmente para expresar la gravedad de lo que se conoce como "efectos tisulares" de las dosis recibidas en exposición aguda a altos niveles de radiación ionizante. Estos son efectos que seguramente ocurrirán, a diferencia de los efectos inciertos de niveles bajos de radiación que tienen probabilidad de causar daños. Una exposición aguda de todo el cuerpo a 5 grays o más de radiación de alta energía por lo general conduce a la muerte dentro de los 14 días. La  LD1 is 2.5 Gy, LD50 es 5 Gy y LD99 es 8 Gy. La dosis LD50 representa 375 J para un adulto de 75 kg.

## Desarrollo del concepto de dosis absorbida y de grays

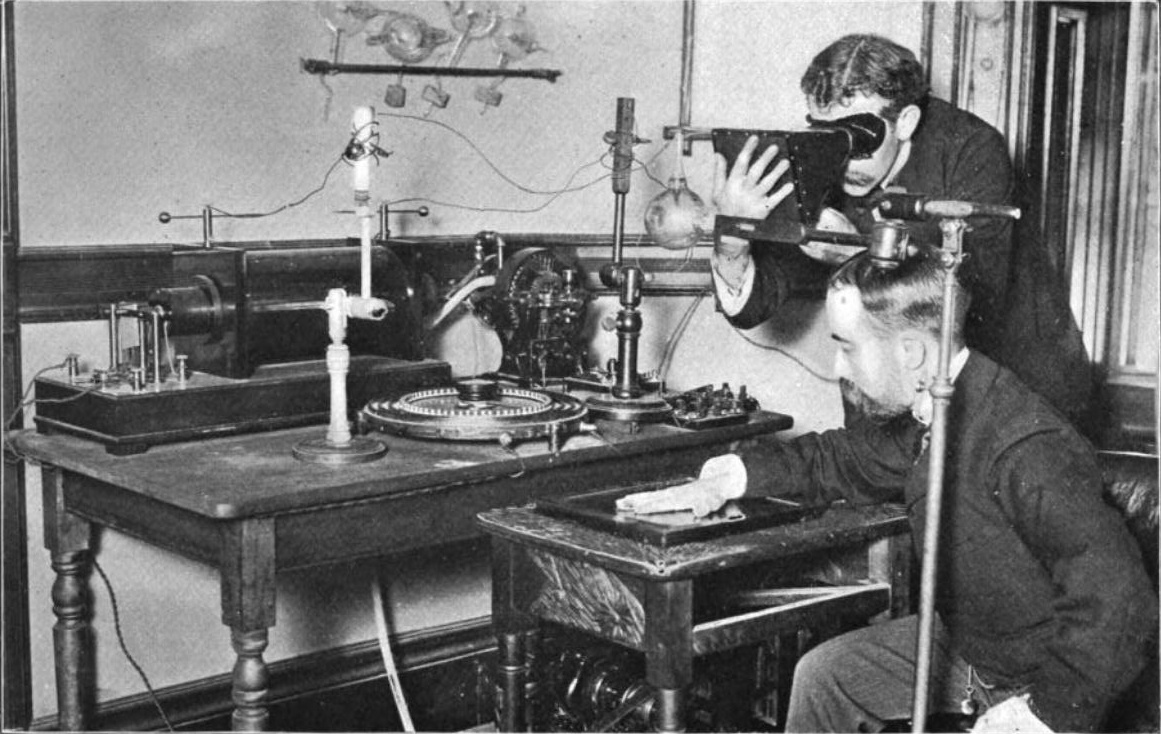
Uso de los primeros aparatos de rayos X de tubo de Crookes en 1896. Un hombre está mirando su mano con un fluoroscopio para optimizar las emisiones del tubo, el otro tiene la cabeza cerca del tubo. No se están tomando precauciones.

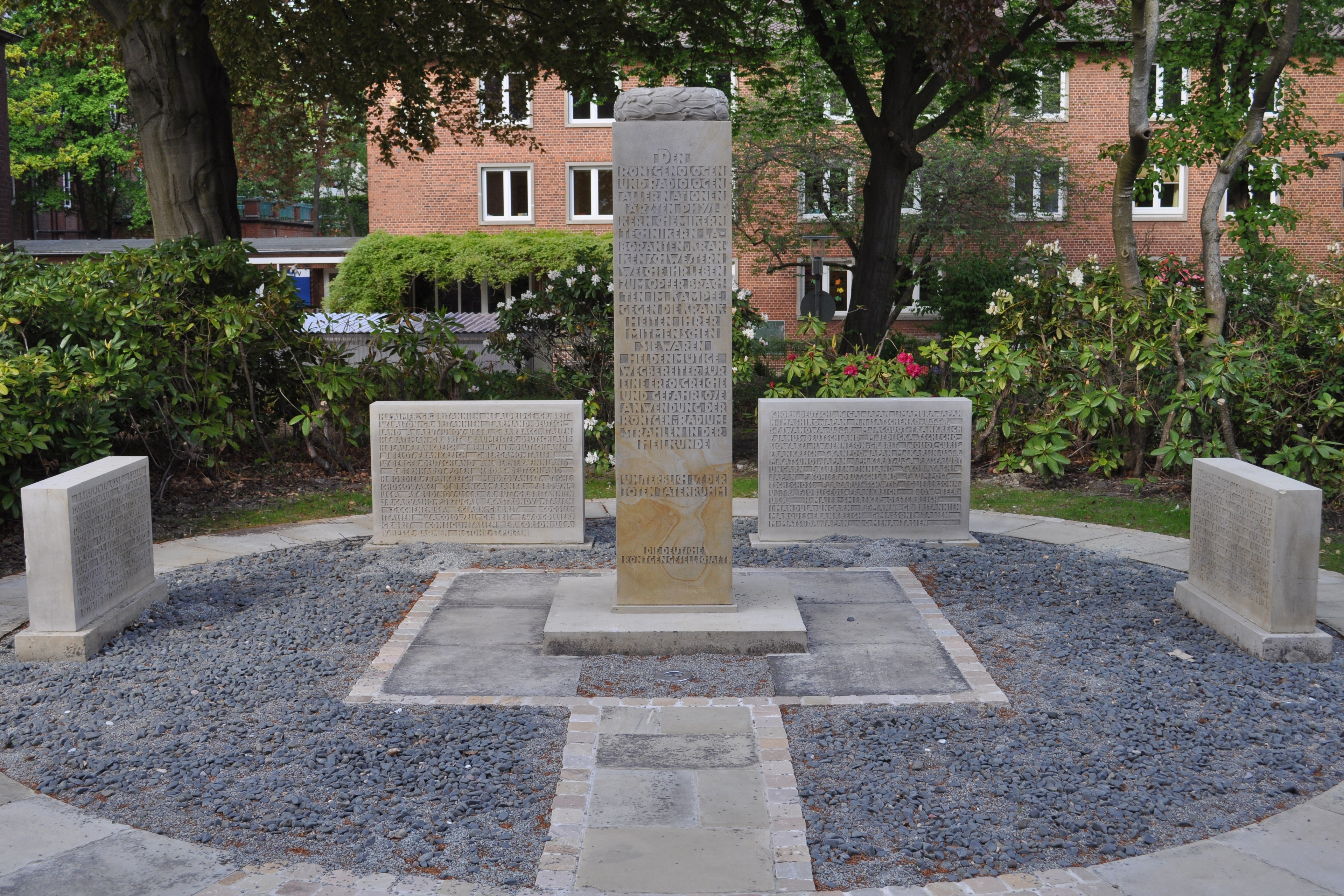
Monumento a los mártires de rayos X y radio de todas las naciones erigido en 1936 en el hospital St. Georg en Hamburgo, en conmemoración de 359 primeros trabajadores de radiología.

Wilhelm Röntgen descubrió por primera vez los rayos X el 8 de noviembre de 1895, y su uso se extendió muy rápidamente para diagnósticos médicos, en particular huesos rotos y objetos extraños incrustados, donde supusieron una mejora revolucionaria con respecto a las técnicas anteriores.
Debido al amplio uso de los rayos X y la creciente comprensión de los peligros de la radiación ionizante, se hicieron necesarios estándares de medición para la intensidad de la radiación y varios países desarrollaron los suyos propios, pero utilizando diferentes definiciones y métodos. Eventualmente, para promover la estandarización internacional, el primer Congreso Internacional de Radiología (ICR) que se reunió en Londres en 1925, propuso un organismo separado para considerar las unidades de medida. Esta se denominó Comisión Internacional de Unidades y Medidas de Radiación , o ICRU, [b] y nació en la Segunda ICR en Estocolmo en 1928, bajo la presidencia de Manne Siegbahn.
Una de las primeras técnicas para medir la intensidad de los rayos X fue medir su efecto ionizante en el aire por medio de una cámara de iones llena de aire . En la primera reunión de ICRU se propuso que una unidad de dosis de rayos X debería definirse como la cantidad de rayos X que produciría un esu de carga en un centímetro cúbico de aire seco a 0 °C y 1 atm estándar de presión. Esta unidad de exposición a la radiación se denominó roentgen en honor a Wilhelm Röntgen, quien había muerto cinco años antes. En la reunión de 1937 de la ICRU, esta definición se amplió para aplicarla a la radiación gamma. Este enfoque, aunque supuso un gran paso adelante en la normalización, tenía la desventaja de no ser una medida directa de la absorción de radiación y, por tanto, del efecto de ionización, en varios tipos de materia, incluido el tejido humano, y era una medida únicamente del efecto de las radiografías en una circunstancia concreta; el efecto de ionización en aire seco.
En 1940, Louis Harold Gray, que había estado estudiando el efecto del daño de los neutrones en el tejido humano, junto con William Valentine Mayneord y el radiobiólogo John Read, publicó un artículo en el que una nueva unidad de medida, denominada gramo roentgen (símbolo : gr), y se definió como "la cantidad de radiación de neutrones que produce un incremento de energía en la unidad de volumen de tejido igual al incremento de energía producido en la unidad de volumen de agua por un roentgen de radiación". Se encontró que esta unidad era equivalente a 88 ergios en el aire, e hizo que la dosis absorbida, como se conoció posteriormente, dependiera de la interacción de la radiación con el material irradiado, no solo una expresión de la exposición o intensidad de la radiación, que el roentgen representado. En 1953, la ICRU recomendó el rad , igual a 100 erg/g, como la nueva unidad de medida de la radiación absorbida. El rad se expresó en unidades cgs coherentes.
A fines de la década de 1950, la CGPM invitó a la ICRU a unirse a otros organismos científicos para trabajar en el desarrollo del Sistema Internacional de Unidades, o SI. La CCU decidió definir la unidad SI de radiación absorbida como la energía depositada por partículas cargadas reabsorbidas por unidad de masa de material absorbente, que es como se había definido el rad, pero en unidades MKS sería equivalente al julio por kilogramo. Esto fue confirmado en 1975 por la 15.ª CGPM, y la unidad recibió el nombre de "gray" en honor a Louis Harold Gray, que había muerto en 1965. El gray era, por tanto, igual a 100 rad. En particular, el centigray (numéricamente equivalente al rad) todavía se usa ampliamente para describir las dosis absorbidas absolutas en radioterapia.
La adopción del gray por la 15.ª Conferencia General de Pesos y Medidas como unidad de medida de la absorción de radiación ionizante , absorción de energía específica y del kerma en 1975 fue la culminación de más de medio siglo de trabajo, tanto en la comprensión de la naturaleza de la radiación ionizante y en la creación de cantidades y unidades de radiación coherentes.

## Otras equivalencias con unidades antiguas
- 1 gray = 100 rad
- rem era la unidad de dosis equivalente y de dosis efectiva, equivalente a 1 rad para rayos gamma. 1 rem=0,01 Sv
- 1  roentgen equivale a una dosis de 0,96 rads.

## Cantidades relacionadas con la radiación

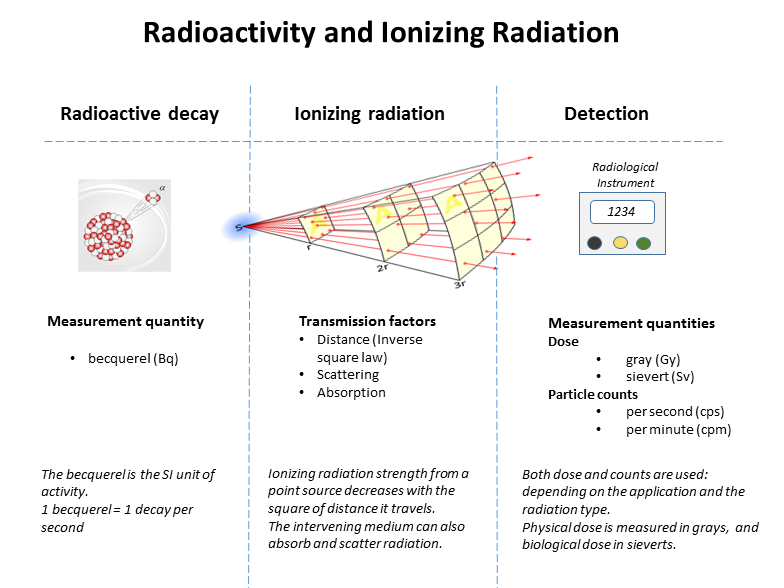
Gráfico que muestra las relaciones entre la radioactividad y la radiación ionizante detectada en un punto.

La siguiente tabla muestra las cantidades de radiación en unidades SI y no SI.
| Magnitud              | Unidad     | Símbolo | Derivación              | Año  | Equivalencia SI  |
| --------------------- | ---------- | ------- | ----------------------- | ---- | ---------------- |
| Actividad (A)         | curio      | Ci      | 3.7 × 1010 s−1          | 1953 | 3.7 × 1010 Bq    |
| Actividad (A)         | bequerelio | Bq      | s−1                     | 1974 | Unidad SI        |
| Actividad (A)         | rutherford | Rd      | 106 s−1                 | 1946 | 1,000,000 Bq     |
| Exposición (X)        | röntgen    | R       | esu / 0.001293 g of air | 1928 | 2.58 × 10−4 C/kg |
| Dosis absorbida (D)   | erg        |         | erg⋅g−1                 | 1950 | 1.0 × 10−4 Gy    |
| Dosis absorbida (D)   | rad        | rad     | 100 erg⋅g−1             | 1953 | 0.010 Gy         |
| Dosis absorbida (D)   | gray       | Gy      | J⋅kg−1                  | 1974 | Unidad SI        |
| Dosis equivalente (H) | rem        | rem     | 100 erg⋅g−1             | 1971 | 0.010 Sv         |
| Dosis equivalente (H) | sievert    | Sv      | J⋅kg−1 × WR             | 1977 | Unidad SI        |